# Atteva conspicua
Atteva conspicua is een vlinder uit de familie Attevidae. De wetenschappelijke naam van de soort werd in 1900 gepubliceerd door Thomas de Grey Walsingham.